# Siegfried Graßmann
Siegfried Graßmann (* 1935), auch Grassmann geschrieben, ist ein promovierter ehemaliger deutscher Lehrer, Schulleiter und Vorsitzender des Verbandes der Geschichtslehrerinnen und -lehrer Deutschlands.

## Leben
Graßmann promovierte 1964 an der Freien Universität Berlin mit einer Studie über den Staatsrechtslehrer und Politiker Hugo Preuß, dessen politische und administrative Ideen er nachzeichnete.
Von 1970 bis 1998 leitete er als Oberstudiendirektor das Gymnasium Meiendorf in Hamburg. In den Jahren 1972 bis 1980 war Graßmann Vorsitzender des Verbandes der Geschichtslehrerinnen und -lehrer Deutschlands.
Siegfried Graßmann war Herausgeber und Autor der im Westermann Verlag zwischen 1978 und 1983 erschienenen Reihe „Zeitaufnahme. Geschichte für die Sekundarstufe I“ mit sieben Bänden. Diese widmeten sich im Geschichtsunterricht an den Schulen bearbeiteten Themen. Im Unterschied zu früheren Geschichtsbüchern der Siebzigerjahre standen die Einzelthemen und Kapitel trotz chronologischer Abfolge unter problemorientierten Überschriften und stellten einen Bezug zur Gegenwart her. Die Reihe wurde von Graßmann konzipiert und von einem Autorenteam verfasst. Der vierte Band – Von der Nachkriegszeit zur Gegenwart – war Gegenstand einer Schulbuchanalyse zum Thema Entwicklungspolitik.
Im Ruhestand kandidierte Graßmann 2013 als FDP-Mitglied auf kommunaler Ebene für den Gemeinderat in Ammersbek.

### Berufliches Selbstverständnis
Während seiner Tätigkeit als Vorsitzender des Geschichtslehrerverbandes äußerte sich Graßmann 1977 dahingehend, dass Geschichtsunterricht eine antiideologische Betätigung sei; der Geschichtsunterricht erziehe nicht zu weltanschaulichen Positionen, könne diese aber durchschaubar machen.

## Schriften
Monografie
Hugo Preuß und die deutsche Selbstverwaltung. (= Historische Studien. Band 394, ZDB-ID 514152-7). Matthiesen Verlag, Lübeck/Hamburg 1965, DNB 451645324.